# Kajakarstwo na Letnich Igrzyskach Olimpijskich 2008 – K-2 500 m kobiet
K-2 500 metrów kobiet to jedna z konkurencji w kajakarstwie klasycznym rozgrywanych podczas Letnich Igrzysk Olimpijskich 2008. Kajakarze rywalizowali między 19 a 23 sierpnia na torze Park Olimpijski Shunyi w Pekinie.

## Terminarz
Wszystkie godziny są podane w czasie pekińskim (UTC+08:00)
| Data             | Godzina |            |
| ---------------- | ------- | ---------- |
| 19 sierpnia 2008 | 17:50   | Eliminacje |
| 21 sierpnia 2008 | 17:00   | Półfinały  |
| 23 sierpnia 2008 | 17:20   | Finały     |

## Wyniki

### Eliminacje
Trzy pierwsze osady z każdego z biegów eliminacyjnych awansowały do finału. Osady z miejsc 4 - 7 oraz osada z najlepszym czasem z 8 - go miejsca awansowały do półfinałów. Pozostałe osady zostały wyeliminowane.
Bieg 1
| Pozycja | Zawodnik                          | Czas     | Uwagi |
| ------- | --------------------------------- | -------- | ----- |
| 1.      | Fanny Fischer Nicole Reinhardt    | 1:43,412 | QF    |
| 2.      | Beata Mikołajczyk Aneta Konieczna | 1:44,631 | QF    |
| 3.      | Michaela Mrůzkova Jana Blahová    | 1:45,104 | QF    |
| 4.      | Anne Rikala Jenni Honkanen        | 1:45,735 | QSF   |
| 5.      | Beatriz Manchón Sonia Molanes     | 1:46,646 | QSF   |
| 6.      | Shinobu Kitamoto Mikiko Takeya    | 1:46,980 | QSF   |
| 7.      | Ivana Kmeťová Martina Kohlová     | 1:47,284 | QSF   |
| 8.      | Michele Eray Bridgitte Hartley    | 1:47,341 | qSF   |
| 9.      | Jessica Walker Anna Hemmings      | 1:47,435 |       |

Bieg 2
| Pozycja | Zawodnik                           | Czas     | Uwagi |
| ------- | ---------------------------------- | -------- | ----- |
| 1.      | Katalin Kovács Natasa Janics       | 1:42,162 | QF    |
| 2.      | Marie Delattre Anne-Laure Viard    | 1:43,832 | QF    |
| 3.      | Hannah Davis Lyndsie Fogarty       | 1:45,124 | QF    |
| 4.      | Kristin Ann Gauthier Mylanie Barré | 1:46,129 | QSF   |
| 5.      | Yvonne Schuring Viktoria Schwarz   | 1:46,980 | QSF   |
| 6.      | Stefania Cicali Fabiana Sgroi      | 1:47,018 | QSF   |
| 7.      | Beatriz Gomes Helena Rodrigues     | 1:47,588 | QSF   |
| 8.      | Xu Linbei Wang Feng                | 1:47,645 |       |

## Półfinał
Trzy najszybsze osady awansowały do finału.
| Pozycja | Zawodnik                           | Czas     | Uwagi |
| ------- | ---------------------------------- | -------- | ----- |
| 1.      | Shinobu Kitamoto Mikiko Takeya     | 1:43,541 | QF    |
| 2.      | Anne Rikala Jenni Honkanen         | 1:44,624 | QF    |
| 3.      | Yvonne Schuring Viktoria Schwarz   | 1:44,834 | QF    |
| 4.      | Beatriz Manchón Sonia Molanes      | 1:45,313 |       |
| 5.      | Beatriz Gomes Helena Rodrigues     | 1:46,021 |       |
| 6.      | Stefania Cicali Fabiana Sgroi      | 1:46,163 |       |
| 7.      | Ivana Kmeťová Martina Kohlová      | 1:46,380 |       |
| 8.      | Michele Eray Bridgitte Hartley     | 1:47,018 |       |
| 9.      | Kristin Ann Gauthier Mylanie Barré | 1:47,500 |       |

## Finał
| Pozycja | Zawodnik                          | Czas     | Uwagi |
| ------- | --------------------------------- | -------- | ----- |
| złoto   | Katalin Kovács Natasa Janics      | 1:41,308 |       |
| srebro  | Beata Mikołajczyk Aneta Konieczna | 1:42,092 |       |
| brąz    | Marie Delattre Anne-Laure Viard   |          |       |
| 4.      | Fanny Fischer Nicole Reinhardt    | 1:42,899 |       |
| 5.      | Shinobu Kitamoto Mikiko Takeya    | 1:43,291 |       |
| 6.      | Hannah Davis Lyndsie Fogarty      | 1:43,969 |       |
| 7.      | Anne Rikala Jenni Honkanen        | 1:44,176 |       |
| 8.      | Michaela Mrůzkova Jana Blahová    | 1:44,870 |       |
| 9.      | Yvonne Schuring Viktoria Schwarz  | 1:44,965 |       |